# Embracer Group
Embracer Group AB (anteriormente conocido como Nordic Games Licensing AB y THQ Nordic AB ) es un holding sueco de videojuegos y medios con sede en Karlstad. La empresa consta de 12 "grupos operativos", que incluyen las empresas: Amplifier Game Invest, Asmodee, CDE Entertainment, Coffee Stain Studios, Dark Horse Comics, DECA Games, Freemode, Gearbox Software, Plaion, Saber Interactive, THQ Nordic y Middle-earth Enterprises.
Nordic Games Group fundó Nordic Games Licensing en 2011 como empresa matriz de la editorial Nordic Games GmbH. La empresa ha adquirido varios activos de editoriales desaparecidas a lo largo de los años, empezando por los de JoWooD en 2011 y THQ en 2013. En agosto de 2016, Nordic Games Licensing y su filial editorial cambiaron sus nombres a THQ Nordic AB y THQ Nordic GmbH, utilizando la marca "THQ" que había adquirido en 2014. Se separó de Nordic Games Group para convertirse en una empresa pública en 2016 y pasó a llamarse Embracer Group en 2019. Tras las nuevas adquisiciones de numerosos activos, comenzó a reestructurar y cerrar estudios en 2023 después de que fracasara una inversión prevista US$2 billiones de dólares .

## Historia

### El original Nordic Games (décadas de 1990 a 2004)
El empresario sueco Lars Wingefors inició varios negocios de ventas durante su adolescencia, incluido el vendedor de cómics de segunda mano LW Comics a los 13 años, que ganaba cerca de 300,000 SEK o Coronas Suecas anuales.  A los 16 años, Wingefors fundó Nordic Games para vender videojuegos usados. En su primer año, la empresa generó 5 millones de coronas suecas en ingresos. Con ingresos crecientes a lo largo de la década de 1990, Nordic Games se convirtió en una cadena minorista (en la misma línea que la empresa minorista británica de videojuegos Game ) y abrió siete tiendas en toda Suecia. La empresa también adquirió Spel- & Tele shopen, una tienda de juegos en Linköping, Suecia, que Pelle Lundborg había fundado cuatro años antes.
Hacia finales de la década de 1990, Nordic Games padecía de una estructura corporativa deficiente, y se pidió a Wingefors que buscara nuevos socios o que aportara capital de riesgo, aunque optó por vender la empresa a Gameplay Stockholm, la filial sueca de Europe- gran minorista Gameplay.com, en marzo de 2000 por acciones de Gameplay.com valoradas en £ 5,96 millones Libras Esterlinas.  En cuanto a la jugabilidad, bajo Gameplay, Nordic Games no logró generar muchos ingresos; La empresa intentó establecer negocios de juegos móviles, distribución digital y decodificadores de televisión por cable, pero ninguno de ellos ganó impulso suficiente. Cuando estalló la burbuja de las puntocom, Gameplay enfrentó problemas financieros y Nordic Games se vendió nuevamente a Wingefors en mayo de 2001 por una suma simbólica de 1 Corona Sueca (en ese momento equivalente a £0.07 Libras Esterlinas ).   Wingefors contrató capitalistas de riesgo y reformó la empresa para vender sólo juegos recién lanzados, pero la empresa enfrentó una fuerte competencia y finalmente se declaró en quiebra en 2004.

### La nueva Nordic Games (2004-2011)
Wingefors invirtió el dinero que le quedaba en una nueva sociedad limitada y, junto con sus nuevos clientes potenciales que actuaban como inversores, reformó Nordic Games bajo el nombre de Game Outlet Europe. La nueva empresa tuvo éxito al comprar existencias no vendidas de empresas de videojuegos más grandes, como Electronic Arts, re empaquedando en paletas en su sede de Karlstad y posteriormente venderlas en el mercado internacional y a través de otras cadenas minoristas, como Jula, Coop e ICA.  En diciembre de 2008, se estableció ahora una nueva empresa con el nombre de Nordic Games Publishing como filial editorial de videojuegos de Game Outlet Europe. La filial comenzó solo con la cantidad de siete personas, entre ellas fue el accionista principal Wingefors, con sede en Karlstad, y el director ejecutivo Lundborg, que desde entonces se había trasladado a Málaga con su esposa.   Nik Blower en Londres se incorporó al equipo directivo en febrero de 2010.
La idea detrás de Nordic Games Publishing era el invertir en el desarrollo de juegos que llenaran los vacíos en el mercado de los videojuegos; Wingefors y Lundborg habían notado que en la gama de juegos para las plataformas de Nintendo faltaban juegos de karaoke similares a SingStar, que era exclusivo de las consolas PlayStation. Basado en documentos de requisitos de 100 páginas de Nintendo, que incluían que los micrófonos del juego debían ser producidos por Logitech, y cuatro meses de investigación en un bar de karaoke en Watford, Inglaterra, Nordic Games Publishing reunió una lista de canciones para el juego y comenzó a producir lo que Más tarde se convertiría en We Sing. Por esta época, Nordic Games Publishing también lanzó Dance Party Club Hits, un juego de baile que venía con una alfombra de baile. En 2009, Nordic Games Publishing facturó 50 millones de coronas suecas, de los cuales el 75% correspondieron a las ventas ' We Sing . Para 2010, la empresa previo una facturación de 200 millones de coronas suecas, mientras que, al mismo tiempo, Lundborg buscaba nuevos inversores para la empresa para independizarla de Game Outlet Europe. En marzo de 2011, Nordic Games Holding se había establecido como una sociedad de cartera, con Game Outlet Europe y Nordic Games Publishing alineadas como sus subsidiarias.

### Expansión internacional (2011-2018)

Antiguo logotipo de THQ Nordic AB (2016-2019)

En junio de 2011, Nordic Games Holding adquirió los activos del editor insolvente JoWooD Entertainment y sus filiales.  Los activos adquiridos se transfirieron a Nordic Games GmbH, una nueva filial recientemente establecida en Viena, Austria. Nordic Games GmbH contrató a varios ex empleados de JoWooD para trabajar en las ventas pendientes de antiguas propiedades de JoWooD, y Nordic Games Publishing se integró en Nordic Games GmbH para facilitar las operaciones. Nordic Games Licensing AB, también fundada en 2011, se convirtió en el holding de Nordic Games Holding (más tarde conocido como Nordic Games Group), así como en la empresa matriz de Nordic Games GmbH.  En abril de 2013, Nordic Games Licensing adquirió varios activos del editor en quiebra THQ para ser administrados por Nordic Games GmbH.
En junio de 2014, Nordic Games Licensing adquirió la marca "THQ", con la intención de utilizar el nombre como sello editorial para sus propiedades THQ. Posteriormente, en agosto de 2016, la empresa cambió su nombre a THQ Nordic AB, mientras que Nordic Games GmbH pasó a ser THQ Nordic GmbH.  Según Wingefors y Reinhard Pollice de THQ Nordic GmbH, el cambio de nombre se realizó para capitalizar la buena reputación del pasado de THQ, aunque evitaron nombrar a las empresas simplemente "THQ" para evitar conexiones con la historia más reciente y problemática de THQ. El 22 de noviembre de 2016, THQ Nordic realizó su oferta pública inicial y pasó a cotizar en la bolsa de valores Nasdaq First North, valorándose en 1.9 mil millones de coronas suecas, mientras que Wingefors retuvo el 50% de la propiedad de la empresa.
En febrero de 2018, THQ Nordic adquirió Koch Media Holding, la empresa matriz de la empresa de medios austriaca Koch Media, que a su vez poseía y operaba el sello de videojuegos Deep Silver, por €121 millónes de . Koch Media iba a operar de forma independiente bajo THQ Nordic, separada de THQ Nordic GmbH. Para reflejar mejor su función de holding y evitar confusión entre THQ Nordic y su oficina vienesa, THQ Nordic declaró que planeaba cambiar su nombre. En junio de 2018, la empresa emitió 7,7 millones de nuevas acciones Clase B para recaudar US$168 million de dólares americanos, que se utilizarían para futuras adquisiciones. En noviembre de 2018, THQ Nordic adquirió Coffee Stain Holding, el holding sueco que alberga al desarrollador Coffee Stain Studios y sus empresas afiliadas, por 317 millones de coronas suecas en contraprestación en efectivo. Coffee Stain se convirtió en la "tercera pata" de THQ Nordic, operando de forma independiente como Koch Media. Gracias a las dos adquisiciones y las ventas continuas de THQ Nordic GmbH, las ventas netas de THQ Nordic aumentaron un 713%, hasta US$447,6 million de dólares americanos, en el ejercicio fiscal 2018. En diciembre de 2018, el sitio web de negocios de juegos GamesIndustry.biz nombró a Wingefors como una de sus Personas del año 2018. En febrero de 2019, THQ Nordic emitió 11 millones de nuevas acciones Clase B, recaudando 2.09 mil millones de coronas seucas ( US$225 million de dólares americanos).

### Cambio de marca a Embracer Group y nuevas adquisiciones (2019-2022)
Al final de su primer trimestre fiscal de 2019, THQ Nordic adquirió Game Outlet Europe de Nordic Games Group por 10 millones de coronas suecas En agosto de 2019, la empresa adquirió la sociedad de inversión Goodbye Kansas Game Invest (GKGI) por 42.4 millones de coronas suecas GKGI tenía inversiones minoritarias en cinco desarrolladores de startups (Palindrome Interactive, Fall Damage, Neon Giant, Kavalri Games y Framebunker), así como derechos de regalías sobre Biomutant, publicado por THQ Nordic GmbH. Las inversiones de GKGI en Bearded Dragons, Goodbye Kansas VR e IGDB fueron retenidas por su anterior empresa matriz, Goodbye Kansas. GKGI se fundó en 2016 y en el momento de la adquisición contaba con cuatro empleados a tiempo completo. Para evitar una mayor confusión con THQ Nordic GmbH y aclarar su posición como holding, THQ Nordic asumió el nombre de "Embracer Group" en su asamblea general anual el 17 de septiembre de 2019, mientras que la sucursal en Viena mantuvo su nombre. 
GKGI pasó a llamarse Amplifier Game Invest en enero de 2020 para reflejar mejor su nueva propiedad bajo Embracer Group. Embracer adquirió Saber Interactive y sus cinco estudios internos en febrero de 2020 por un total de US$525 milliones de dólares americanos, lo que convierte a Saber en la quinta subsidiaria directa de Embracer. Embracer recaudó US$164 milliones de dólares americanos en abril de 2020, que se utilizarán para futuras expansiones. En agosto de 2020, DECA Games se convirtió en la sexta filial directa de Embracer y mantendrá la autonomía según el acuerdo.  La empresa de control de calidad Quantic Lab fue adquirida en noviembre de 2020, entre otras adquisiciones.
Embracer Group anunció tres adquisiciones importantes en febrero de 2021: The Gearbox Entertainment Company, incluido Gearbox Software por un precio de US$1,3 billiones de dólares americanos por lo que se convertirá en el séptimo holding importante dentro de Embracer Group, Easybrain por US$640 milliones de dólares americanos que se convertirá en el octavo holding importante, Las adquisiciones se completaron formalmente en abril de 2021. La compañía comenzó a emitir acciones adicionales en marzo de 2021 para recaudar otros US$890 milliones de dólares americanos para fortalecer sus finanzas y continuar con sus estrategias de adquisiciones.
En diciembre de 2021, Embracer Group lanzó su intención de adquirir Asmodee por 2.750 millones de euros, para incorporarlo íntegramente como el noveno grupo operativo de Embracer Group y permitir a Embracer el expandirse en el mercado de los juegos de mesa. Ese mismo mes, Embracer Group también adquirió Perfect World Entertainment, incluida su división editorial y Cryptic Studios, del grupo holding Perfect World y Perfect World Europe, por US$103 milliones de dólares americanos. Una vez aprobado, Perfect World Entertainment pasaría a formar parte de la división Gearbox. Además, adquirió Dark Horse Media, la empresa matriz de Dark Horse Comics y Dark Horse Entertainment, estableciendo a Dark Horse como su décima división operativa.  
En mayo de 2022, Square Enix y Embracer Group firmaron un acuerdo para que Embracer comprara varios activos de Square Enix Europe por US$300 milliones de dólares americanos . Estos incluyen los estudios de desarrollo Crystal Dynamics, Eidos-Montréal, Square Enix Montreal y propiedades intelectuales como Tomb Raider , Deus Ex , Thief , Legacy of Kain y más de 50 más, y se espera que el acuerdo se complete en el segundo trimestre de Ejercicio financiero de Embracer.  La adquisición se cerró el 26 de agosto de 2022 y los activos se encuentran bajo CDE Entertainment, que está dirigida desde una oficina de Londres por Phil Rogers, ex director ejecutivo de Square Enix para América y Europa.  El 10 de octubre de 2022, Square Enix Montréal pasó a llamarse Onoma,  pero Embracer Group cerró el estudio y el equipo de control de calidad del grupo en noviembre de 2022 como parte de una medida de reducción de costos. 
Además, en mayo de 2022, la compañía estableció Embracer Games Archive, un esfuerzo de preservación de videojuegos, utilizando su biblioteca de juegos y los de otras partes. El Archivo se estableció físicamente en Karlstad, Suecia, y ya cuenta con más de 50.000 juegos, y Embracer planea eventualmente hacer que partes del archivo estén disponibles en línea para fines de investigación. Savvy Gaming Group, una entidad de propiedad total del Fondo de Inversión Pública de Arabia Saudita, invirtió alrededor de US$1 billiones de dólares en Embracer Group en junio de 2022, lo que representa aproximadamente el 8% de la propiedad de toda la empresa.
En agosto de 2022, Embracer adquirió también las siguientes empresas Bitwave Games, Gioteck, Limited Run Games, Singtrix, Tatsujin Co. (que posee las propiedades intelectuales de los juegos de la empresa japonesa dedicada al desarrollo de videojuegos en los años 1990 Toaplan), Tripwire Interactive y Tuxedo Labs, todos para operar bajo el grupo operativo Freemode, así como los derechos de propiedad intelectual de los videojuegos basados en El Señor de los Anillos y las propiedades intelectuales del Hobbit mediante la adquisición de Middle-earth Enterprises. 
Embracer Group fue aprobado para cotizar en Nasdaq Estocolmo en diciembre del año 2022, pasando del Nasdaq First North Growth Market al Nasdaq Estocolmo el 22 de diciembre de 2022.

### Acuerdo fallido y reestructuración (2023-presente)
En junio de 2023, Embracer Group anunció un programa de reestructuración de gran escala centrado en ahorro de los costos, la asignación de capital, la eficiencia y la consolidación, que incluirá despidos de personal, los cierres o las desinversiones de estudios y cancelaciones o suspensiones de proyectos de videojuegos con implementación inmediata en fases hasta marzo. 2024. Esto se debió al fracaso de un acuerdo de 2.000 millones de dólares americanos; Según Axios, este acuerdo se había realizado con Savvy Games Group, pero fracasó en el último momento. La compañía cerró el estudio THQ Nordic Campfire Cabal en junio del año 2023, los estudios Volition de Plaion en agosto del año 2023 y Free Radical Design en diciembre del año 2023.   Además también otros estudios sufrieron despidos.  En noviembre del año 2023, Embracer Group había despedido a 904 empleados, aproximadamente el 5% de toda su fuerza laboral, y cancelado al menos quince proyectos. Como resultado, Embracer Group redujo su deuda de 2 a 1.500 millones de dólares americanos, aunque advirtió que era probable que se produjeran más despidos y cierres de estudios.

## Subsidiarias y sus adquisiciones.
En septiembre de 2023, Embracer Group cuenta con 129 estudios internos de desarrollo de videojuegos y cuenta con más de 15.000 empleados y empleados contratados en más de 40 países alrededor de todo el mundo. 
En diciembre de 2019, la empresa, a través de GKGI, adquirió la desarrolladora sueca Tarsier Studios por 99 millones de coronas suecas El acuerdo incluía a los 65 empleados del estudio mismo y la propiedad intelectual, excluyendo otros títulos de videojuegos como Little Nightmares y The Stretchers, que permanecían en manos de sus respectivos dueños.
También en enero de 2020, Amplifier inauguró River End Games, en Gotemburgo, Suecia, y C77 Entertainment en Seattle, Estados Unidos; dos estudios de desarrollo, cada uno con veteranos de estudios de videojuegos de sus respectivas áreas.  Embracer Group anunció siete adquisiciones en agosto de 2020: 4A Games y New World Interactive a través de Saber Interactive; Palindrome Interactive, Rare Earth Games y Vermila Studios a través de Amplifier Game Invest; Entretenimiento Pow Wow a través de THQ Nordic. El grupo, bajo Koch Films, también adquirió Sola Media, un grupo de licencias de cine y televisión con sede en Stuttgart centrado en propiedades infantiles y familiares.
En noviembre de 2020, Embracer Group anunció la adquisición de doce empresas: 34BigThings, Mad Head Games, Nimble Giant Entertainment, Snapshot Games y Zen Studios a través de Saber Interactive; A Thinking Ape Entertainment e IUGO Mobile Entertainment a través de DECA Games; Flying Wild Hog a través de Koch Media; Purple Lamp Studios  a través de THQ Nordic; Silent Games a través de Amplifier Game Invest; y la empresa de relaciones públicas Sandbox Strategies a través de Saber Interactive. El director ejecutivo de la empresa THQ Nordic, Klemens Kreuzer, afirmó que si bien un gran número de adquisiciones fueron impulsadas por las divisiones individuales de Embracer Group, la medida representaba parte de la diversidad de la cartera de juegos que la compañía quería tener, en contraste con los editores más grandes como Electronic Arts, que han depositado en sólo unos pocos títulos clave.
En abril de 2021, Sabre Interactive adquirió Aspyr Media por US$450 milliones de dólares americanos. En mayo de 2021, la compañía anunció la adquisición de Appeal Studios, Kaiko y Massive Miniteam bajo su filial THQ Nordic, que también estableció Gate 21 d.o.o. para permitir la creación de "personajes 3D de clase mundial", así como adquirió Frame Break. bajo su filial Amplifier Game Invest. Massive Miniteam estará completamente integrado dentro de la organización HandyGames, bajo el grupo operativo de la empresa THQ Nordic.
Embracer Group adquirió varias empresas más a principios de agosto de 2021, incluidas CrazyLabs bajo DECA Games y Grimfrost bajo la división Partner Publishing and Film; 3D Realms y Slipgate Ironworks a través de Saber Interactive; Easy Trigger y Ghost Ship a través de Coffee Stain Holding; DigixArt a través de Koch Media; Force Field a través de Vertigo Games, en un acuerdo combinado de por menos de US$313 milliones de dólares americanos. El 18 de agosto de 2021, Embracer Group anunció la adquisición de tres empresas más, incluidas Demiurge Studios, Fractured Byte y SmartPhone Labs, todas a través de Saber Interactive. En octubre de 2022, Plaion adquirió Anime Limited en Glasgow, Escocia, y Asmodee adquirió VR Group.
El 4 de enero de 2023, Gearbox Entertainment adquirió Captured Dimensions, una empresa de tecnología con sede en el estado americano de  Texas que se especializa en servicios de captura, escaneo y reconstrucción 3D. El 10 de enero de 2023, Amplifier Game Invest abrió Studio Hermitage en Raleigh, Carolina del Norte, Estados Unidos, con el objetivo de crear nuevas IP o propiedades intelectuales, para una amplia gama de plataformas y formatos. 
- THQ Nordic
  - Alkimia Interactive
  - Appeal Studios
  - Ashborne Games
  - Black Forest Games
  - Bugbear Entertainment
  - Experiment 101
  - Gate21
  - Grimlore Games
  - Gunfire Games
  - HandyGames
    - Massive Miniteam

  - Kaiko (May 2021)
  - Metricminds
  - Mirage Game Studios
  - Nine Rocks Games
  - Pieces Interactive
  - Piranha Bytes
  - Pow Wow Entertainment
  - Purple Lamp
  - Rainbow Studios
    - Rainbow Studios Montréal
- Plaion
  - Deep Silver
    - Dambuster Studios
    - Fishlabs

  - Development Plus
  - DigixArt
  - Flying Wild Hog
    - Flying Wild Hog Cracow
    - Flying Wild Hog Rzeszów

  - Milestone
  - Plaion Pictures
    - Anime Limited
    - Sola Media
    - Spotfilm Networx

  - Prime Matter
  - Ravenscourt
  - Splatter Connect
  - Vertigo Games
    - Vertigo Arcade
    - Vertigo Publishing
      - Vertigo Publishing Amsterdam

    - Vertigo Studios
    - SpringboardVR

  - Voxler
  - Warhorse Studios
- Coffee Stain
  - Box Dragon
  - Coffee Stain Studios
    - Coffee Stain Gothenburg
    - Coffee Stain Malmö
    - Coffee Stain North

  - Coffee Stain Publishing
  - Easy Trigger Games
  - Ghost Ship Games
    - Ghost Ship Publishing

  - Lavapotion
- Amplifier Game Invest
  - A Creative Endeavor
  - DestinyBit
  - Frame Break
  - Green Tile Digital
  - Infinite Mana Games
  - Invisible Walls
  - Misc Games
  - Palindrome Interactive
  - Rare Earth Games
  - River End Games
  - Silent Games
  - Studio Hermitage
  - Tarsier Studios
  - Zapper Games
- Saber Interactive
  - 34BigThings
  - 3D Realms
  - 4A Games
  - Aspyr
    - Beamdog

  - Bytex
  - Demiurge Studios
  - Digic Pictures
  - Fractured Byte
  - Mad Head Games
  - New World Interactive
  - Nimble Giant Entertainment
  - Sandbox Strategies
  - Shiver Entertainment
  - Slipgate Ironworks
  - SmartPhone Labs
  - Snapshot Games
  - Tripwire Interactive
  - Tuxedo Labs
  - Zen Studios
- DECA Games
  - A Thinking Ape Entertainment
  - CrazyLabs
    - Firescore Interactive

  - Cryptic Studios
  - IUGO Mobile Entertainment
  - Jufeng Studio
- Gearbox Entertainment
  - Captured Dimensions
  - Gearbox Publishing
    - Gearbox Publishing San Francisco

  - Gearbox Properties
  - Gearbox Software
    - Gearbox Montréal
    - Gearbox Québec
    - Gearbox Shanghai

  - Gearbox Studios
  - Lost Boys Interactive
- Easybrain
- Asmodee
  - Access+
  - Aconyte
  - Atomic Mass Games
  - Bezzerwizzer Studio
  - Catan Studio
  - Days of Wonder
  - Edge Entertainment
  - Exploding Kittens
  - Fantasy Flight Games
  - Gamegenic
  - Libellud
  - Lookout Games
  - Mixlore
  - Pearl Games
  - Plan B Games
  - Plaid Hat Games
  - Rebel Studio
  - Repos Production
  - Space Cow
  - Space Cowboys
  - The Green Board Game Co.
  - Twin Sails Interactive
  - Unexpected Games
  - VR Group
  - Z-Man Games
  - Zygomatic Games
- Dark Horse Media
  - Dark Horse Comics
  - Dark Horse Entertainment
  - Things from Another World
- Freemode
  - Bitwave Games
  - C77 Entertainment
  - Clear River Games
  - Game Outlet Europe
  - Gioteck
  - Grimfrost
  - Limited Run Games
  - Middle-earth Enterprises
  - Quantic Lab
  - Singtrix
  - Tatsujin
- CDE Entertainment
  - Crystal Dynamics
    - Crystal Northwest
    - Crystal Southwest

  - Eidos-Montréal

### Antiguas filiales
- Foxglove Studios (fundada por THQ Nordic en 2016, vendida en 2019)
- Square Enix Montréal (adquirida por CDE Entertainment en agosto de 2022, cerrada en noviembre de 2022)
- Plucky Bytes (fundada por Amplifier Game Invest en noviembre de 2020, cerrada en 2023)
- Vermila Studios (adquirida por Amplifer Game Invest en agosto de 2020, vendida en 2023)
- Campfire Cabal (fundada por THQ Nordic en septiembre de 2022, cerrada en agosto de 2023)
- Goose Byte (fundada por Amplifier Game Invest en diciembre de 2021, vendida en agosto de 2023)
- Volition (adquirida por Deep Silver en enero de 2013, cerrada en agosto de 2023)
- Free Radical Design (fundada por Deep Silver en mayo de 2021, cerrada en diciembre de 2023)